# Willisau Land

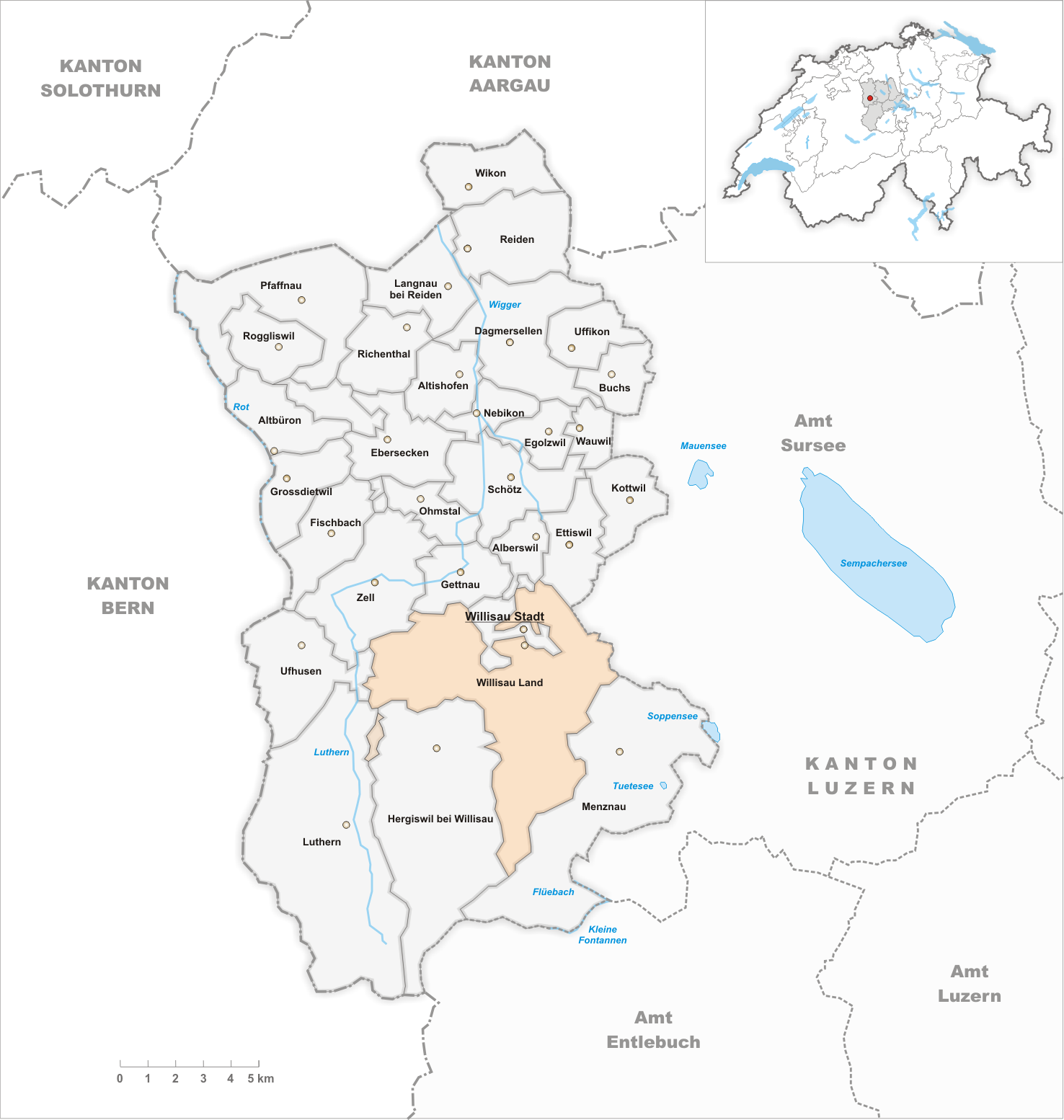
Gemeindestand vor der Fusion am 1. Januar 2006

Willisau Land war bis zum 31. Dezember 2005 eine politische Gemeinde im Amt Willisau des Kantons Luzern in der Schweiz.
Seit dem 1. Januar 2006 ist sie mit Willisau Stadt zur neuen Gemeinde Willisau vereinigt.

## Geographie
Die Gemeinde liegt im Luzerner Hinterland am Rande der nördlichen Ausläufer des Napfs, am Zusammenfluss von Buech- und Änziwigger. Willisau Land ist mit 3788 Hektaren die flächenmässig grösste Gemeinde im Amt Willisau.
Das Gemeindegebiet ist Teil des so genannten Inneren Willisauer Berglandes, das gegen Norden durch das Quertal Huttwil-Gettnau-Alberswil begrenzt wird. Die Gemeinde erstreckt siich zum grössten Teil über die nördlichen Ausläufer des Napfs und stösst gleichzeitig an das sich öffnende obere Wiggertal.
Die Landschaft ist zur Hauptsache durch die unverwechselbaren besonderen Eigenschaften der Napfabdachung geprägt, mit ihren Eggen und Krächen (Tobeln), den ausgedehnten Hügelzügen mit den stotzigen (steilen) und sanften Abhängen, den wasserreichen, schmäleren und breiteren Talböden.
Recht gross sind die Höhenunterschiede innerhalb der Gemeinde: Wydenmühle 534 m ü. M., oberhalb Gutenegg im Menzberggebiet 1070 m ü. M. Die wechselvolle Landschaft mit ihrem Waldreichtum besitzt vielerlei Reize und kennt eher ein raues, oft dem Wind ausgesetztes Klima.
Aus historischen Gründen kennt die Gemeinde kein Ortszentrum. Sie besteht aus dem Dorf Daiwil (585 m ü. M.) zwischen Menznau und Willisau, ausserdem aus den mit dem Städtchen Willisau verwachsenen Weilern Tälebach (südlich von Willisau; 575 m ü. M.), Chalchtare; (624 m ü. M. westlich von Tälebach) und Käppelimatt (westlich von Willisau; 576 m ü. M.; an der Änziwigger). Der Ortsteil Ostergau, welcher bis 1803 eine eigenständige Gemeinde war, befindet sich auf einer Höhe von 554 m ü. M. an der Strasse zwischen Willisau und Grosswangen im Südosten des Städtchens Willisau. Im ehemaligen Moor südlich der Siedlung sind als Folge des Torfabbaus zahlreiche Weiher entstanden. Dem ganzen Tal der Buechwigger entlang finden wir zahlreiche Häusergruppen und Einzelgehöfte. Grösste Siedlung ist dort Rohrmatt (665 m ü. M.; mehrere Kilometer südlich von Willisau Stadt). Östlich von Rohrmatt – Richtung Menznau – liegt der Weiler Schülen (775–813 m ü. M.). Im Willisauer Bergland gibt es ausserdem Dutzende weitere Gehöfte und Häusergruppen.
Vom Gemeindeareal von 3771 Hektaren wird 68,5 % landwirtschaftlich genutzt. Rund ein Viertel – genau 24,6 % – sind von Wald bedeckt und 6,1 % Siedlungsfläche.

## Frühere Nachbargemeinden
Die Gemeinde Willisau Land grenzte an Alberswil, Ettiswil, Gettnau, Grosswangen, Hergiswil bei Willisau, Luthern, Menznau, Ufhusen, Willisau Stadt und Zell LU.

## Bevölkerung

### Bevölkerungsentwicklung
Die Bevölkerung der Gemeinde nahm in der zweiten Hälfte des 19. Jahrhunderts als Folge der Abwanderung vom Land in die Industriezentren stark ab (1850–1900: −19,7 %) – vor allem ab 1880.
Seither ist sie bis ins Jahr 2000 stetig gewachsen (1900–2000: +61,6 %). Der stärkste Bevölkerungsanstieg war zwischen 1910 und 1930 (1910–1930: +15,3 %) sowie 1980 und 2000 (1980–2000: +14,1 %). In den letzten Jahren ging die Bewohnerzahl wieder leicht zurück (2000–2004: −1,5 %).
| Bevölkerungsentwicklung | Bevölkerungsentwicklung |
| Jahr                    | Einwohner               |
| ----------------------- | ----------------------- |
| 1850                    | 3161                    |
| 1880                    | 2978                    |
| 1900                    | 2537                    |
| 1950                    | 3144                    |
| 1960                    | 3266                    |
| 1970                    | 3442                    |
| 1980                    | 3594                    |
| 1990                    | 3788                    |
| 2000                    | 4101                    |

### Sprachen
Die Bevölkerung benutzt als Alltagssprache eine hochalemannische Mundart. Bei der letzten Volkszählung im Jahr 2000 gaben 96,91 % Deutsch, 1,29 % Albanisch und 0,41 % Italienisch als Hauptsprache an.

### Religionen – Konfessionen
In früheren Zeiten waren alle Bewohner Mitglied der Römisch-Katholischen Kirche. Durch Kirchenaustritte und Zuwanderung aus anderen Regionen der Schweiz und dem Ausland hat sich dies geändert. Heute (Stand 2000) sieht die religiöse Zusammensetzung der Bevölkerung wie folgt aus: Es sind 82,48 % römisch-katholische, 8,55 % evangelisch-reformierte und 0,61 % orthodoxe Christen. Daneben findet man 2,00 % Konfessionslose und 1,56 % Muslime. Eine hohe Anzahl der Bewohner – 4,17 % – machte keine Angaben zum Glaubensbekenntnis. Die Muslime sind mehrheitlich albanischer Herkunft. Eine Minderheit unter ihnen sind türkischer und kurdischer Abstammung.

### Herkunft – Nationalität
Von den 4042 Einwohnern Ende 2004 waren 3882 Schweizer und 160 (=4,0 %) Ausländer. Anlässlich der letzten Volkszählung waren 94,01 % (einschliesslich Doppelbürger 95,23 %) Schweizer Staatsangehörige. Die grössten Einwanderergruppen kommen aus Serbien-Montenegro (meist Albaner), Deutschland, Italien, Mazedonien, Österreich und Sri Lanka.

## Verkehr
Ein kleiner Teil der Gemeinde Willisau Land wird durch die Buslinie Willisau-Hergiswil-Hübeli erschlossen. Andere Ortsteile wie die Weiler Daiwil (an der Strasse Willisau-Menznau), "Ostergau" (an der Strasse Willisau-Grosswangen), Schülen (an der Strasse Willisau-Menzberg) und Rohrmatt (im Tal der Buechwigger, 5 km südlich von Willisau) sind mit öffentlichen Verkehrsmitteln nicht erreichbar.

## Geschichte
Bis 1803 bildeten Willisau Land und Willisau Stadt gemeinsam die Gemeinde Willisau und hatten somit dieselbe Geschichte. Seither gehört der Ort als selbständige Gemeinde zum damals neu geschaffenen Amt Willisau.

## Persönlichkeiten
- Theodor Schwegler (1887–1967), Pater und Hochschullehrer im Kloster Einsiedeln
- Ugo Canonica (1918–2003), Sekundarlehrer, Dichter und Schulinspektor

## Fusion mit Willisau Stadt
Willisau Land entstand mit der Helvetik – als die Stadt die Rechte auf ihr Umland verlor. Dadurch ergab sich eine abenteuerliche Grenzziehung und in vielen Fällen unpraktikable Aufteilung. Dies wurde nun nach über 200 Jahren korrigiert. Auf den 1. Januar 2006 hat Willisau Land mit der Gemeinde Willisau Stadt zur neuen Gemeinde Willisau fusioniert.